# Anémie pernicieuse
 Mise en garde médicale
L'anémie pernicieuse (aussi appelée anémie de Biermer ou encore maladie de Biermer, du nom du médecin Anton Biermer) paraît être une maladie spécifique à l'espèce humaine, due à une carence en vitamine B12 (cobalamine) par malabsorption.
Cette malabsorption est la conséquence d'une gastrite chronique atrophique auto-immune. Elle provoque une anémie d'installation lente, insidieuse et progressive. Cette anémie est le plus souvent de type macrocytaire (globules rouges de grande taille) et arégénérative (défaut de production de globules rouges par la moelle osseuse).
Non traitée, la maladie évolue vers des troubles neurologiques graves. Le traitement est essentiellement un traitement substitutif par vitamine B12 qui doit être poursuivi à vie.
On rapproche de l'anémie pernicieuse ou maladie de Biermer, d'autres anémies macrocytaires, carentielles ou non, liées à d'autres causes qu'une gastrite atrophique.

## Histoire

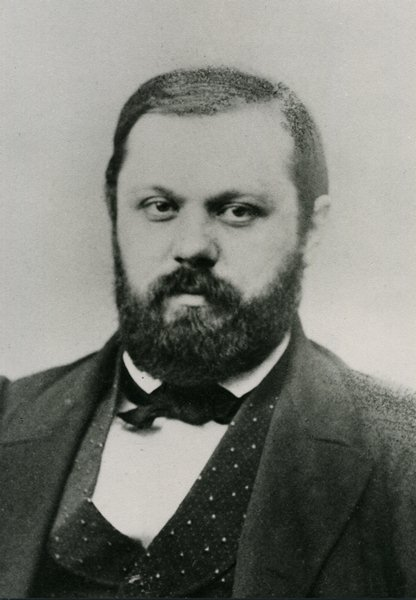
Anton Biermer (1827-1892) vers 1860.

Ce type d'anémie est reconnu dans la deuxième moitié du XIXe siècle, d'abord par Thomas Addison en 1855. En 1872, Anton Biermer l'appelle « anémie pernicieuse » (anémie durable et fatale, alors incurable et de cause inconnue). Cette appellation sera retenue par les Anglais et les Américains, alors que les Français préfèrent « anémie de Biermer », puis « maladie de Biermer ».
En 1877, dans le sang des malades, Georges Hayem détecte les macrocytes ou globules rouges de grande taille, pauvres en hémoglobine. Paul Ehrlich précise et confirme, en 1880, leur origine, déjà envisagée par Hayem : les macrocytes ont pour précurseurs des mégaloblastes (formes anormales d'érythroblastes).
Toujours vers 1880, les manifestations neurologiques de la maladie sont observées, parfois sans l'anémie, d'où le nom de maladie (plutôt qu'anémie) de Biermer depuis les années 1920,.
Le rôle possible de l'estomac est suspecté dès 1860, mais le défaut d'acidité gastrique n'est établi qu'en 1921. En 1926, George Minot et William Murphy montrent l'efficacité d'extraits de foie dans cette anémie, à la suite d'expériences de George Whipple sur le chien (1918). Tous les trois obtiendront le Prix Nobel de Médecine 1934. Entre-temps William Castle, qui a rejoint l'équipe de Minot, découvre le facteur intrinsèque en 1929.
À partir de ces extraits de foie, la vitamine B12 est identifiée et purifiée en 1948 par Karl August Folkers. En 1955, Alexander Todd et Dorothy Hodgkin en détaillent la structure complexe tridimensionnelle, et l'équipe de Robert Woodward en réussit la synthèse en 1973. Tous les trois sont lauréats du Prix Nobel de Chimie : Todd en 1957, Hodgkin en 1964, et Woodward en 1965.

## Épidémiologie
L'anémie pernicieuse ou maladie de Biermer atteint le plus souvent les personnes de plus de 40 ou 60 ans, mais elle peut survenir à tout âge. Elle atteint les femmes plus que les hommes, et plus fréquemment les européens du nord aux yeux bleus, de groupe sanguin A, ayant présenté une canitie précoce. Toutefois, des cas sont de plus en plus rapportés en Afrique subsaharienne, chez des sujets de pigmentation foncée ; avec une survenue à l'âge jeune dans un contexte de causes multifactorielles.
Dans de rares cas, elle peut atteindre des personnes depuis la naissance. Même si la déclaration de la maladie survient plus tard, son développement se fait au fur et à mesure que l'enfant grandit. Lors de sa déclaration, la maladie est déjà dans un stade avancé, et réduit grandement l'espérance de vie de la personne atteinte, même avec une médication efficace. En effet, en plus de la malabsorption, son organisme rejette le plus souvent l'apport de vitamine B12.
Il existe une nette prédisposition héréditaire et familiale. On connait des cas chez des jumeaux univitellins. Dans certaines familles de patients atteints, on peut trouver des sujets encore apparemment indemnes mais présentant une achylie gastrique avec ou sans déficit de résorption de vitamine B12. On a également insisté sur un type somatique qui, sans être très caractéristique, se retrouve cependant avec une grande fréquence : carrure large, figure grande et large, yeux écartés, tendance à l'obésité.
L'anémie pernicieuse a aussi tendance à s'associer avec d'autres maladies auto-immunes. L'association la plus fréquente est avec l'hypothyroïdie, les autres sont le diabète insulinodépendant, l'hyperthyroïdie, la maladie d'Addison, le vitiligo, l'hypogammaglobulinémie acquise.

## Pathogénie

### Gastrite atrophique auto-immune

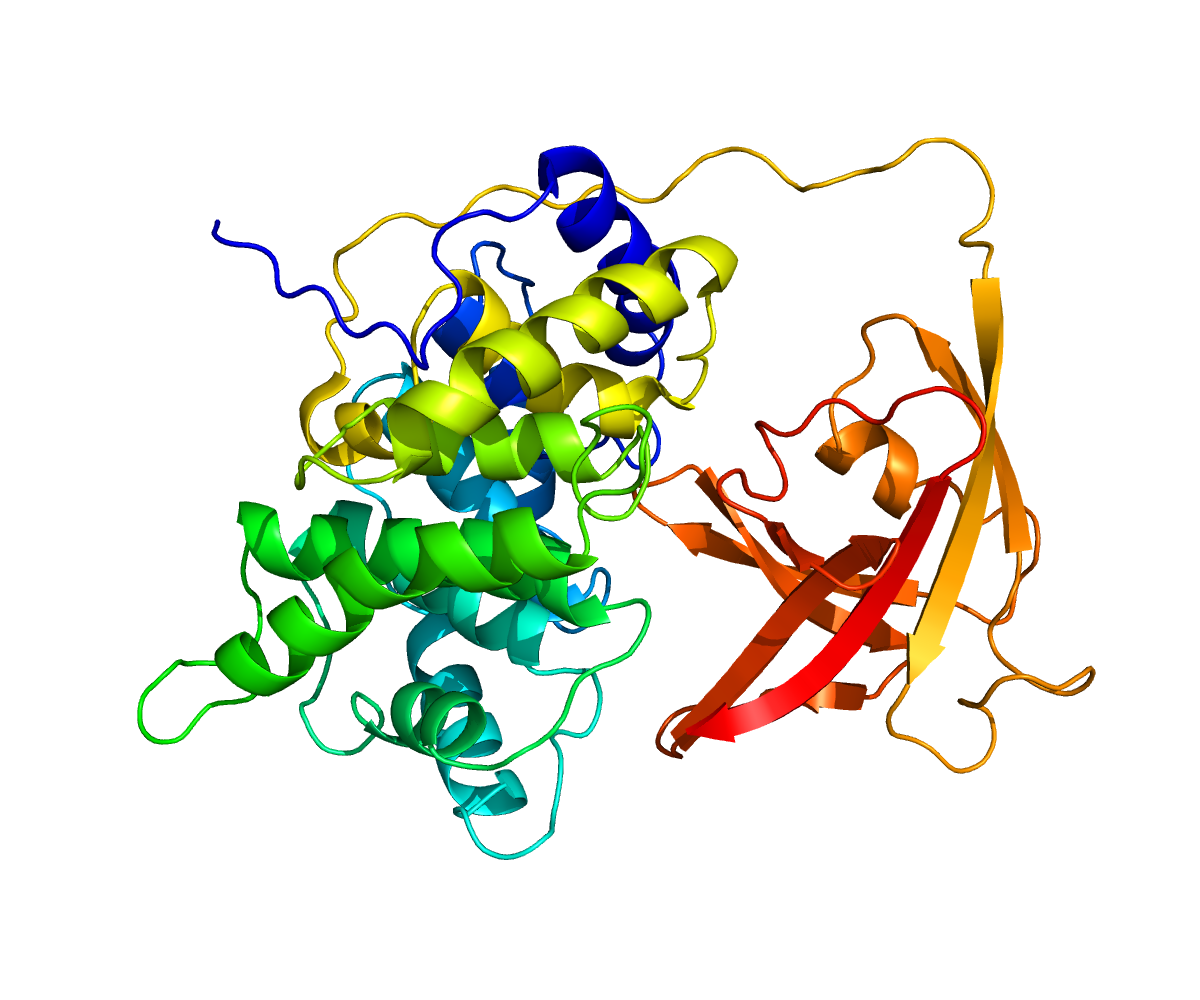
Représentation 3D de la structure du facteur intrinsèque gastrique, ou protéine GIF Gastric Intrinsic Factor.

L'anémie pernicieuse est due à une carence en vitamine B12 par malabsorption.
Normalement, la vitamine B12 est absorbée au niveau de l'intestin grêle terminal (iléon), grâce à sa liaison avec un facteur intrinsèque qui, lui-même, n'est pas absorbé. Ce facteur intrinsèque, comme l'acide chlorhydrique du suc gastrique, est produit par les cellules pariétales de la muqueuse gastrique du corps de l'estomac.
L'anémie pernicieuse ou maladie de Biermer est une maladie auto-immune avec anticorps dirigés contre le facteur intrinsèque et les cellules pariétales qui sont détruits. Cela entraîne la formation d'une gastrite atrophique, d'où un défaut de sécrétion d'acide chlorhydrique (achlorhydrie) et surtout de facteur intrinsèque. Cette gastrite de Biermer entraine une malabsorption totale de la vitamine B12.
Cette gastrite atrophique explique aussi le risque de survenue plus élevé de tumeurs bénignes (polypes présumés précancéreux) et malignes de l'estomac. Ce risque est estimé à 13 %, ce taux élevé justifie une surveillance endoscopique régulière chez les patients atteints de Biermer.

### Conséquences hématologiques
La vitamine B12 joue un rôle essentiel dans la biosynthèse de l'ADN. Sa carence entraine un trouble de la division cellulaire, et concerne d'abord les tissus à renouvellement rapide, comme les cellules sanguines et celles des muqueuses.
Au niveau de la moelle osseuse, la production des futurs globules rouges (érythropoièse) devient inefficace. Le défaut de synthèse d'ADN entraine un noyau immature contrastant avec un cytoplasme à maturation normale, d'où un gigantisme cellulaire. On observe principalement une production de mégaloblastes (érythroblastes anormaux de grande taille) donnant des globules rouges de grande taille, les macrocytes. Les autres lignées sanguines sont plus ou moins affectées.
Ce même type de trouble au niveau des muqueuses digestives peut être responsable d'une glossite, de diarrhées.
Les troubles neurologiques par carence en vitamine B12 seraient dus à une non-méthylation des gaines de myéline des nerfs.

## Signes cliniques
Le début est extrêmement insidieux. La progression d'une gastrite atrophique débutante à une anémie clinique décelable est de l'ordre de 20 à 30 ans.
Au stade d'état on peut relever trois ordres de signes cliniques : anémiques, digestifs et neurologiques. L'anémie est la manifestation la plus fréquente, généralement associée avec des troubles digestifs.
Les signes neurologiques sont inconstants, plutôt tardifs, et peuvent se manifester en l'absence de toute anémie.

### Le syndrome anémique
L'anémie pernicieuse, par son début progressif (dyspnée apparaissant à l'effort) autant que par son caractère normochrome, est longtemps bien tolérée. Le sujet peut quelquefois exercer une activité professionnelle modérée avec un nombre de globules rouges de l'ordre de 2,5 x 106 / mm3. Certains malades se présentent avec des chiffres encore beaucoup plus bas (un million).
L'état général est remarquablement bien conservé. La température est subfébrile (37,5 °C) et peut devenir nettement fébrile pendant les crises de déglobulisation (chute du nombre de globules rouges). Le teint est pâle, mais avec subictère (ictère très léger, teint plutôt jaunâtre localisé aux conjonctives). La rate est le plus souvent palpable (splénomégalie modérée).

### Le syndrome digestif
Il peut exister un amaigrissement avec une perte d'appétit importante, surtout pour les viandes. De petits troubles digestifs sont souvent notés : vagues douleurs abdominales, selles molles, diarrhées.
Au niveau de la bouche, on observe la glossite de Hunter dans 50 % des cas. C'est un signe précoce et important de l'anémie pernicieuse. La langue est lisse et brillante par suite de l'atrophie des papilles linguales. Elle porte souvent de petites érosions très douloureuses. Le malade se plaint de sensations de brûlure au contact de certains aliments. La glossite de Hunter ressemble à la glossite de l'anémie par carence en fer, mais en plus grave.
L'estomac est le siège d'une lésion importante, cause de la maladie : l'atrophie de la muqueuse, responsable de l'achylie et de l'achlorhydrie histamino-réfractaire. L'épreuve à l'histamine est toujours négative et, de ce fait, a une grande importance pour le diagnostic.
La biopsie de la muqueuse gastrique confirme le diagnostic de gastrite atrophique. L'examen endoscopique gastrique est pratiqué systématiquement, moins pour objectiver l'atrophie de la muqueuse, qu'il montre mal, que pour le dépistage des polypes et du cancer gastrique dont la fréquence est très élevée dans cette affection.

### Le syndrome neurologique
La carence en vitamine B12 entraine une cascade d'évènements biochimiques qui portent atteinte à l'intégrité des gaines de myéline des nerfs (démyélinisation).
Le syndrome nerveux fait fréquemment défaut au stade initial, mais ne tarde pas à se manifester à la longue. Les signes nerveux les plus importants sont ceux qui dérivent de l'atrophie des cordons postérieurs et latéraux de la moelle épinière. On notera une combinaison, en proportions variables d'un cas à l'autre, des signes suivants :
- troubles moteurs (dans 25 % des cas) consistant soit en un syndrome spastique (rigidité spastique des membres inférieurs, augmentation des réflexes tendineux, signe de Babinski positif), soit en un syndrome pseudo-tabétique (ataxie à la marche, abolition des réflexes tendineux, signe de Romberg positif mais réflexes pupillaires normaux),
- troubles sensitifs avec paresthésies des doigts et des orteils dans 80 à 90 % des cas,
- troubles sphinctériens, présents dans les cas les plus graves uniquement (incontinence urinaire)[11],
- troubles psychiques (troubles du caractère, hallucinations).

À dose insuffisante, la vitamine B12 peut faire disparaître l'anémie sans agir sur le syndrome nerveux, dont le traitement requiert des doses plus importantes. En effet, en situation de carence, la vitamine B12 est captée en priorité par les tissus à renouvellement rapide (comme les cellules sanguines) aux dépens du tissu nerveux.
De plus, et pour la même raison, les troubles nerveux peuvent apparaître à la suite d'un traitement insuffisant (en vitamine B12) ou inadéquat (par acide folique seul), ou encore après interruption prolongée du traitement.
Ce syndrome neurologique peut ne régresser que partiellement, laissant alors des séquelles, malgré une vitaminothérapie forte et prolongée, d'autant plus que le traitement a été tardif.

## Biologie
Le diagnostic le plus typique associe une anémie macrocytaire, une baisse du taux sanguin de la vitamine B12 et la présence d'anticorps anti-facteur intrinsèque ou anti cellules pariétales de l'estomac.

### Diagnostic hématologique

#### Hémogramme
La numération formule sanguine montre classiquement une anémie macrocytaire, normochrome, arégénérative. Toutefois, d'autres cytopénies peuvent être observées (neutropénie, thrombopénie), voire une pancytopénie.
Il existe une diminution du nombre de globules rouges qui peut tomber à des chiffres très bas (2,5 x 106 / mm3) ; toutefois l'important pour l'organisme n'est pas le nombre de globules rouges, mais la quantité d'oxygène qu'ils transportent. Aussi l'anémie se définit par une diminution du taux d'hémoglobine par unité de volume au-dessous des valeurs normales pour l'âge et pour le sexe.

Un neutrophile avec noyau hypersegmenté, parmi des globules rouges de grande taille.

Le taux d'hémoglobine s'abaisse relativement moins mais peut descendre jusqu'à 4 ou 5 g / 100 mL ; le taux globulaire d'hémoglobine est généralement compris entre 33 et 38 picogrammes. La concentration corpusculaire moyenne en hémoglobine (CCMH) est normale (soit de l'ordre de 34 %), sauf s'il y a une carence martiale associée (auquel cas il y a une baisse de la CCMH, i.e. hypochromie).
Le frottis sanguin montre la macrocytose. Les globules rouges sont gros (appelés macrocytes ou mégalocytes) avec un volume globulaire moyen de plus de 100 μ3 ou 100 femtolitres (1 femtolitre ou fL = 10-15 litre) pouvant atteindre jusqu'à 140 fL. Il existe une forte anisocytose et la poïkilocytose est nette. Certains globules rouges ont des inclusions dans leur cytoplasme : corps de Jolly, anneaux de Cabot.
En raison de la fragilité des globules rouges, des schizocytes peuvent également être observés, parfois > 1%, mimant une éventuelle microangiopathie thrombotique lorsque l'anémie s'accompagne d'une thrombopénie.
Le sang contient généralement des formes immatures : cellules nucléées (érythroblastes) mais de grande dimension (mégaloblastes). La découverte d'une mégaloblastose est pratiquement pathognomonique, mais on ne trouve ces cellules que dans les cas graves.
Le taux de réticulocytes est normal ou abaissé, mais jamais augmenté (anémie arégénérative). La résistance osmotique des hématies est normale et n'explique donc pas la brièveté anormale de leur survie.
Les autres lignées sanguines sont souvent diminuées. On peut retrouver une leucopénie (300 à 5 000/mm3) due à la neutropénie (<1 500/mm3). Les globules blancs (leucocytes) sont de grande taille, avec un pourcentage variable (plus de 5 %) de formes avec un noyau hypersegmenté (supérieur à 5 lobes pour les neutrophiles). Cette hyper-segmentation est de grande valeur diagnostique, car c'est la première anomalie à apparaître.

#### Myélogramme
Le myélogramme n'est pas nécessaire si le diagnostic est évident.
Si le diagnostic n'est pas évident, avec une macrocytose faible (volume globulaire moyen de 100 à 105 μ3), il faut éliminer une insuffisance rénale chronique, une inflammation chronique, une hypothyroïdie, un éthylisme patent, avant de faire un myélogramme. Si la macrocytose est importante (volume globulaire moyen de plus de 105 μ3), le myélogramme est nécessaire.
Au myélogramme, la moelle est riche en cellules, avec une hyperplasie importante des érythroblastes (précurseurs des globules rouges) en pourcentage accru avec un cytoplasme très basophile, faisant apparaître la moelle comme intensément bleue. Ces érythroblastes sont souvent géants (mégaloblastes) avec noyau immature et cytoplasme mature.
Cette richesse contraste avec l'absence d'augmentation des réticulocytes, signant l'inefficacité de l'érythropoièse médullaire. Beaucoup d'érythroblastes sont détruits avant d'avoir quitté la moelle (hémolyse intramédullaire). Cette destruction peut atteindre 40 % de la production d'hémoglobine.

### Diagnostic biologique

#### Statut vitaminique
Le taux de vitamine B12 (cobalamine) est abaissé. Ce dosage est le plus couramment utilisé en première intention. Il est suffisamment sensible chez les patients carencés atteints d'anémie pernicieuse. Il parait moins fiable pour évaluer les déficiences modérées.
Le taux de folates sérique est normal.
Les taux d'acide méthylmalonique et d'homocystéine sont presque constamment élevés en cas de déficit en cobolamine et sont donc de bons indicateurs précoces. L'élévation de la concentration sanguine en homocystéine est cependant moins spécifique puisqu'elle peut se voir dans d'autres maladies.

#### Hémolyse
Il existe une hémolyse qui est plus intramédullaire que dans le sang périphérique. Comme dans les anémies hémolytiques, on observe un taux de fer sérique augmenté, avec un taux de saturation de la transferrine accru. De même, il existe une hyperbilirubinémie modérée. La protoporphyrine globulaire est normale mais l'excrétion urinaire de coproporphyrine (porphyrine excrétée) est légèrement augmentée.

#### Confirmation
Lorsque la recherche d'anticorps anti-facteur intrinsèque est positive, elle permet d'affirmer le diagnostic de Biermer, mais négative, elle ne l'infirme pas (30 % des cas).
La recherche d'anticorps anti-cellules pariétales gastriques montre leur présence à une fréquence élevée (80 à 90 %), mais ils ne sont pas spécifiques et peuvent se retrouver à moindre fréquence dans d'autres maladies auto-immunes ou chez des personnes âgées indemnes de toute gastrite.
En cas de négativité des anticorps anti-facteur intrinsèque, le tubage gastrique est réalisé pour affirmer le diagnostic. Il s'agit d'un tubage gastrique avec épreuve (jadis à l'histamine, désormais à la pentagastrine – forme synthétisée de la gastrine –) qui met en évidence l'achlorhydrie (absence d'acide chlorhydrique dans le suc gastrique), l'absence de facteur intrinsèque et son caractère histamino-résistant ou pentagastrino-résistant.
On utilisait encore au début des années 2000, le test de Schilling, une épreuve de résorption intestinale de la vitamine B12 marquée au cobalt radioactif. Ce test n'est plus disponible depuis.

## Évolution et pronostic
Laissée sans traitement, l'anémie pernicieuse de Biermer évolue par crises de déglobulisation (chute du nombre de globules rouges). Avant la découverte du traitement spécifique, la mort survenait en général entre 3 et 5 ans après l'apparition des premiers troubles graves.
Actuellement, grâce au traitement substitutif à la vitamine B12, l'anémie pernicieuse est devenue une affection curable. Il reste toutefois 2 dangers à surveiller : le risque de cancérisation de l'estomac (plus ou moins 10 %) et le risque de voir éclore des troubles nerveux (syndrome neuro-anémique) chez des malades recevant un traitement insuffisant.

## Diagnostic
Devant un tableau d'anémie macrocytaire, de glossite et de troubles nerveux réunis, le diagnostic d'anémie pernicieuse est déjà hautement probable.
Dans des situations particulières, le diagnostic de confirmation peut se faire par dosage de la Holotranscobalamine II (HoloTc) avant et au cours du traitement et aussi par l'augmentation rapide des réticulocytes après traitement à la vitamine B12 (test diagnostique), c'est ce que l'on appelle la « crise réticulocytaire ».
Pour les cas frustes, on attachera aussi de l'importance aux points suivants :
- présence de mégaloblastes dans le sang périphérique (rarement abondants) et surtout dans la moelle osseuse ;
- hypersegmentation et gigantisme des globules blancs granulocytaires ;
- achylie achlorhydrique histamino-réfractaire.

## Traitement de l'anémie pernicieuse

### Traitement substitutif spécifique à la vitamineB12
Essentiel et à lui seul suffisant, le traitement substitutif à la vitamine B12 doit comporter un traitement d'attaque (d'emblée à doses importantes), visant à recharger les réserves, enrayer les progrès de l'atteinte nerveuse et à réparer l'anémie, puis un traitement d'entretien destiné à durer toute la vie restante du patient.
La vitamine B12 est administrée par injection intramusculaire puisqu'il existe une malabsorption digestive de cette molécule. Une autre possibilité, moins utilisée, est l'administration de vitamine B12 par voie orale, permettant le passage de la molécule par diffusion simple. Elle nécessite de fortes doses, car seulement quelques μg sont absorbés et les réserves restent faibles.
L'altération de l'état général, l'anémie, la glossite et la diarrhée disparaissent rapidement (en quelques semaines). En revanche la gastrite atrophique et la malabsorption de la B12 ne disparaissent jamais.
Le patient doit être informé des risques d'une interruption prolongée du traitement qui doit être poursuivi à vie, et de la nécessité d'une surveillance régulière.

### Traitements accessoires du syndrome anémique
Le fer n'a que peu d'indications. On n'y aura recours qu'en cas de carence martiale vraie associée dont il faut rechercher la cause (saignement, cancer gastrique...).
L'acide folique est contre indiqué, car il facilite l'utilisation de la B12 par les tissus à renouvellement rapide (correction de l'anémie) mais aux dépens du tissu nerveux, avec apparition ou aggravation des troubles neurologiques. Les autres vitamines et facteurs hématopoïétiques sont généralement inutiles.

### Traitement du syndrome nerveux
Bien conduit, le traitement à la vitamine B12 arrête définitivement la progression des atteintes neurologiques. Selon leur type, elles peuvent régresser ; ce n'est pas le cas si le traitement a été trop tardif, ou repris après une interruption trop prolongée, auxquels cas les séquelles peuvent être définitives.

### Traitement du syndrome digestif
La glossite et l'œsophagite guérissent rapidement grâce à la vitamine B12. L'atrophie de la muqueuse gastrique est définitive. Il est recommandé de faire un contrôle fibroscopique annuel de l'estomac pour dépister à temps un cancer gastrique.

## Autres anémies macrocytaires
Toutes les anémies macrocytaires ne sont pas dues à des carences en B12.

### Carences en vitamine B12
Outre la maladie de Biermer par gastrite atrophique, il existe d'autres anémies macrocytaires et mégaloblastiques par atteinte des fonctions digestives :
- dans les syndromes de malabsorption intestinale (sprue tropicale, maladie cœliaque de l'enfant, mucoviscidose, stéatorrhée idiopathique de l'adulte) ;
- après des résections intestinales étendues, dans les sténoses intestinales, les fistules gastro-coliques, etc. ;
- dans une malabsorption spécifique de la vitamine B12, héréditaire par défaut génétique de la structure du récepteur intestinal du complexe vitamine B12-Facteur Intrinsèque (syndrome de Imerslund-Gräsbeck) ;
- dans les séquelles de gastrectomie, de chirurgie bariatrique ;
- dans le cancer gastrique.

Une parasitose, la diphyllobothriose (anciennement bothriocéphalose) peut provoquer une carence en B12. Elle est due à Diphyllobothrium latum ou « ténia du poisson » qui parasite l'intestin grêle de l'homme après consommation de poissons d'eau douce cru ou mal cuit. Le parasite agit par absorption compétitive de la B12.
Le régime végétalien strict (sans œufs, ni laitages), s'il est prolongé, et en l'absence de supplémentation en vitamine B12 adaptée, provoque en 5 à 6 ans une carence profonde en B12 (épuisement des réserves hépatiques par manque d'apport). Cette situation est rarement observée en Europe.
Des traitements médicamenteux au long cours (colchicine, biguanide…) peuvent favoriser une carence en B12.

### Carences en acide folique
L'anémie macrocytaire de la grossesse a surtout été signalée parmi les classes pauvres de la population anglaise, et ce à une époque de dépression économique. Elle guérit spontanément après l'accouchement et reposerait avant tout sur une carence en acide folique. On peut encore la trouver dans les pays en voie de développement (régime alimentaire déséquilibré lors de grossesses répétées). C'est aussi le cas de l'anémie macrocytaire tropicale, décrite en Asie et en Afrique, elle est probablement due à des carences multiples, intéressant principalement l'acide folique et accessoirement le fer et la vitamine B12.
D'autres carences en acide folique peuvent être liées à un défaut d'absorption (maladie ou chirurgie digestive), par utilisation compétitive de tissus en renouvellement (conséquences d'une hémolyse chronique, d'un psoriasis très étendu…), par effets secondaires médicamenteux (par antimétabolites comme le méthotrexate).
Les maladies graves et chroniques du foie comme la cirrhose hépatique peuvent diminuer la biodisponibilité de l'acide folique. L'anémie peut être microcytaire - hypochrome en cas d'hémorragies récidivantes mais plus souvent elle est légèrement macrocytaire. La pathogénie de cette anémie des affections chroniques du foie est complexe : déficiences multiples de l'érythropoïèse, perturbations d'un cycle entéro-hépatique, endotoxines microbiennes non détruites par le foie…

### Anémies macrocytaires plus rares, d'origine non élucidée
Autrefois appelées « anémies réfractaires », car résistantes au traitement par la vitamine B12 ou l'acide folique, elles sont dues à une anomalie de l'ADN des cellules sanguines souches. L'hématopoïèse est alors inefficace. Le plus souvent les causes ne sont pas connues. Elles se voient chez les personnes âgées (vers 70 ans), ou encore après traitement pour cancer (chimio- ou radiothérapie), exposition prolongée à des hydrocarbures comme le benzène. À partir des années 1980, ces affections sont appelées syndromes myélodysplasiques,.

## Fausses macrocytoses
Les anémies hémolytiques sont régénératives. Les réticulocytes sortant en grand nombre de la moelle sont d'une taille supérieure au globules rouges. La mesure du Volume globulaire moyen prend en compte ces réticulocytes et se trouve donc augmentée de manière factice.
Le myélome multiple s'accompagne d'un artéfact de mesure du VGM par la présence d'amas de globules rouges en rouleaux.

## Cas célèbres
Mary Todd Lincoln, l’épouse du président américain Abraham Lincoln, présentait des symptômes de l’anémie pernicieuse pendant au moins 25 ans, et peut-être 40 ans, jusqu'à sa mort en 1882.
La grande physicienne Marie Curie mourut d'une « anémie pernicieuse foudroyante » le 4 juillet 1934, mais il s'agissait plus exactement selon un autre compte-rendu de l'époque d'une « anémie pernicieuse aplastique à marche rapide, fébrile. La moelle osseuse n'a pas réagi, probablement parce qu'elle était altérée par une longue période d'exposition aux rayonnements ». En termes plus modernes, c'était une anémie aplasique par exposition à la radio-activité.
Le psychanalyste Sandor Ferenczi, proche de Freud, décéda des suites d'une anémie de Biermer.